# Bors landskommun
Bors landskommun var en tidligere svensk kommune i Jönköpings län.

## Historie
Bor landskommun blev oprettet som en storkommune ved kommunalreformen i 1952 gennem sammenlægning af de tidligere kommuner Gällaryd, Tånnö og Voxtorp. Kommunen fik sit navn efter kommunesædet Bor. Kommunen blev ved kommunalreformen i 1971 indlemmet i Värnamo kommun.
57°06′46″N 14°10′02″Ø / 57.1128889°N 14.1672081°Ø